# 大岗镇 (抚州市)
大岗镇，是中国江西省抚州市临川区所辖的一个镇。

## 行政区划
大岗镇下辖以下村级行政区划单位
大岗街社区、庙前村、山胡村、和丰村、白窝村、大岗村、乔山村、西田村、上门村、下门村、毛坊村、吴头村、魏坊村、城坊村、乌岚村、株山村、高家村、坪上村、院前村、溪头村和青塘村。